# Offendorf
Offendorf település Franciaországban, Bas-Rhin megyében. Lakosainak száma 2481 fő (2022. január 1.). Offendorf Drusenheim, Gambsheim, Herrlisheim és Weyersheim községekkel határos.

## Népesség
A település népességének változása:
| Lakosok száma | 2352 | 2442 | 2507 | 2476 | 2486 | 2518 | 2506 | 2493 | 2481 |
|               | 2013 | 2015 | 2016 | 2017 | 2018 | 2019 | 2020 | 2021 | 2022 |